# ثنائي أميدات فوسفورو الفينيل
ثنائي أميدات فوسفورو الفينيل (بالإنجليزية: Phenyl phosphorodiamidate)‏ هو مركب فسفوري عضوي بالصيغة C 6 H 5 OP (O) (NH 2 ) 2. هو مادة صلبة بيضاء تُستخدم كمثبط لليورياز، وهو إنزيمٌ يُسرّع عملية التحلل المائي لليوريا. بهذه الطريقة، يعزز فينيل فسفورودياميديت فعالية الأسمدة القائمة على اليوريا. إنه أحد مكونات تقنية الأسمدة الخاضعة للرقابة. من حيث التركيب الجزيئي، فإن فينيل فوسفورو داياميدات هو جزيء رباعي السطوح مرتبط هيكليًا باليوريا، ومن ثم وظيفته المثبطة، وهو مشتق من كلوريد الفوسفوريل.